# Culture énergétique

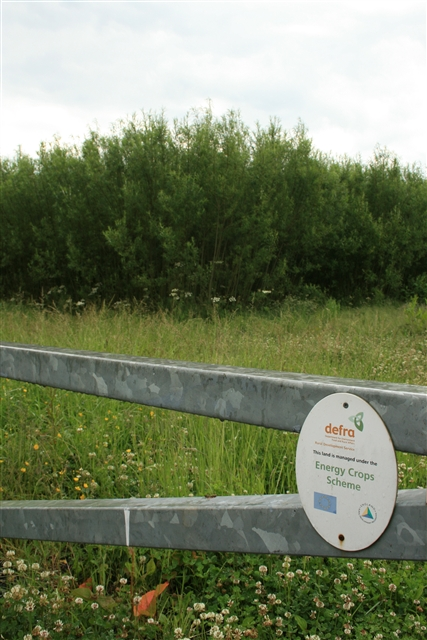
Plantation dans le cadre du programme de cultures énergétiques du département de l'Environnement, de l'Alimentation et des Affaires rurales (DEFRA) au Royaume-Uni.

Une culture énergétique est une espèce végétale cultivée pour produire de la biomasse destinée à une valorisation énergétique, afin de produire de l'électricité ou de la chaleur.
Ces plantes peuvent être ligneuses ou herbacées, ces dernières étant souvent des graminées (famille des Poaceae).
Leur valorisation se fait soit en les brûlant directement comme biocombustible, soit en les transformant en biocarburants, tels que le bioéthanol. Les cultures énergétiques sont une des sources de la biomasse-énergie, aux côtés d'autres ressources telles que les résidus de culture, les résidus forestiers, les effluents d'élevage, les résidus industriels, les déchets urbains et les eaux usées.
Les cultures énergétiques commerciales sont typiquement des espèces de plantes cultivées à haut rendement, plantées à une densité élevée. Des plantes ligneuses telles que les saules ou les peupliers sont largement utilisées, ainsi que des graminées de climat tempéré telles que les herbes à éléphant, Miscanthus sinensis et Pennisetum purpureum.
Si c'est la teneur en glucides qui est recherchée pour la production de biogaz, des plantes récoltées entières, telles que le maïs, le sorgho du Soudan (Sorghum ×drummondii), les millets, le mélilot blanc (Melilotus albus) et beaucoup d'autres peuvent être transformées en ensilage et ensuite transformés en biogaz.
Les cultures énergétiques peuvent être spécifiquement destinées à cet usage. On cultive à cet effet des plantes pérennes telles que le miscanthus géant, le panic érigé (ou switchgrass), ou les taillis à courte (TCR) et très courte rotation (TTCR). Certaines plantes annuelles, généralement cultivées à des fins alimentaires, peuvent aussi être  valorisées à des fins énergétiques. C'est le cas notamment du maïs et de la betterave fourragère, qui ont une teneur énergétique élevée, du triticale, du blé, du lin, du chanvre. Apparaît alors le risque de créer une concurrence avec la production alimentaire. Les résidus de récoltes, tels que la paille, peuvent aussi être valorisés en production énergétique.

## Types de cultures énergétiques

### Par état physique

#### Biomasse solide

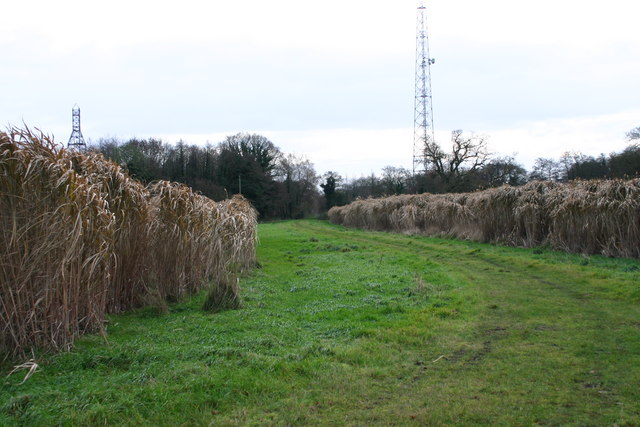
L'herbe à éléphant (Miscanthus sinensis) est une culture énergétique expérimentale.

L'énergie est produite par la combustion de plantes cultivées à cette fin, souvent après que la matière sèche a été conditionnée en granulés. Pour l'alimentation des centrales électriques, les cultures énergétiques sont utilisées soit seules, soit en complément d'autres combustibles. Elles peuvent être utilisées soit pour la production de chaleur, soit  dans un processus de cogénération pour la production combinée de chaleur et d'électricité.
Pour couvrir les besoins croissants de biomasse ligneuse, on exploite des sites agricoles sous la forme de taillis à rotation courte. Dans ce système de culture, des essences à croissance rapide, telles que le saule ou le peuplier, sont cultivées dans des cycles de croissance de trois à cinq ans. Ce type de cultures nécessite une certaine humidité du sol et pourrait être une alternative pour valoriser des champs humides. Cependant, cette exploitation est susceptible de modifier les conditions locales de l'eau et devrait être exclue au voisinage d'écosystèmes vulnérables de  zones humides,,.

#### Biomasse gazeuse (méthane)
Les digesteurs anaérobies ou installations à biogaz peuvent être alimentés directement par des cultures énergétiques une fois qu'elles ont été transformées en ensilage.
Le secteur de l'agriculture biologique allemande qui connaît la croissance la plus rapide est celui consacré aux « cultures énergétiques renouvelables » sur près de 500 000 ha de terres (2006).
Les cultures énergétiques peuvent également être cultivées pour augmenter les rendements en gaz lorsque les matières utilisées pour la méthanisation ont un faible contenu énergétique, comme le fumier et les grains avariés.
On estime à environ 2 GWh/km² le rendement énergétique, en méthane, des cultures bioénergétiques transformées en ensilage.
Les petites entreprises de polyculture avec des animaux d'élevage peuvent consacrer une partie de leur superficie à des cultures énergétiques et couvrir ainsi les besoins totaux en énergie de leurs exploitations avec environ un cinquième de la superficie. Cependant en Europe, et surtout en Allemagne, cette croissance rapide n'a été obtenue qu'avec un soutien substantiel des pouvoirs publics, par exemple grâce au système allemand de primes pour les énergies renouvelables. En Amérique du Nord, les problèmes politiques et structurels et la poursuite massive de la centralisation de la production d'énergie ont fait obstacle à une évolution similaire de l'intégration des cultures et de la production de bioénergie par le processus ensilage-méthane.

#### Biomasse liquide

##### Biogazole

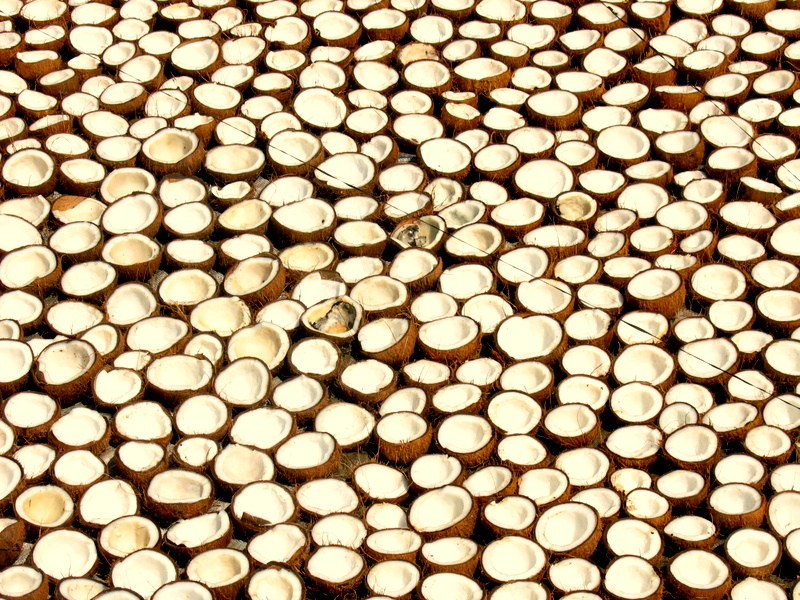
Noix de coco séchées au soleil à Kozhikode (Kerala) pour produire du coprah, chair séchée (albumen) de la noix de coco..

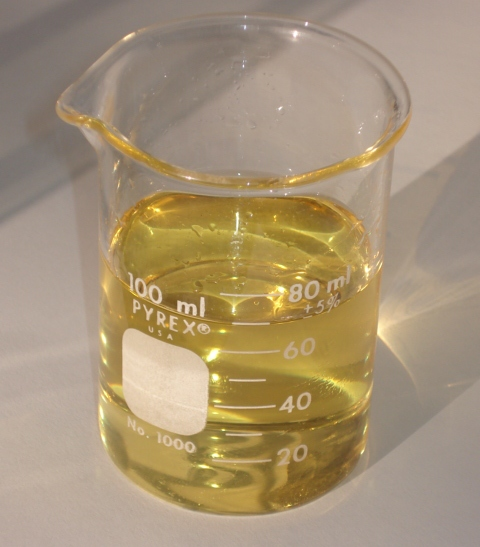
Biogazole pur (B-100), produit à partir de soja.

La production européenne de biogazole à partir de cultures énergétiques a connu une croissance constante au cours de la dernière décennie, principalement axée sur le colza utilisé pour produire de l'huile et de l'énergie. La production d'huile / biogazolel à partir de colza couvre plus de 12 000 km2 en Allemagne seulement, et a doublé au cours des 15 dernières années.
Le rendement typique en huile pour produire du biogazole pur peut être de 100 000 l/km2 ou plus, ce qui rend les cultures de biogazole économiquement attrayantes, à condition qu'une rotation culturale durable soit possible pour assurer l'équilibre des éléments nutritifs et prévenir la propagation de maladies telles que la hernie des Crucifères. Le rendement en biogazole à partir de soja est nettement inférieur à celui du colza.
| Cultures             | Huile % |
| -------------------- | ------- |
| coprah               | 62      |
| graines de ricin     | 50      |
| sésame               | 50      |
| graines d'arachide   | 42      |
| jatropha             | 40      |
| colza                | 37      |
| palmiers (graines)   | 36      |
| graines de moutarde  | 35      |
| tournesol            | 32      |
| palmiers (fruits)    | 20      |
| soja                 | 14      |
| graines de cotonnier | 13      |

##### Bioéthanol
Les plantes utilisées pour la production de bioéthanol dépendent fortement du pays producteur : canne à sucre pour le Brésil, maïs pour les Etats-Unis, betterave sucrière pour l'Europe (notamment la France).
Les plantes cultivées pour la production de biobutanol sont des graminées ; il s'agit principalement de deux cultures non alimentaires pour la production d'bioéthanol cellulosique, à savoir Panicum virgatum, le panic érigé ou millet vivace, et le miscanthus géant (Miscanthus ×giganteus) .
La production de bioéthanol cellulosique s'est révélé problématique aux États-Unis, en l'absence dans de nombreuses régions de structures agricoles apte à soutenir cette production.
En conséquence, les investisseurs privés sont dans l'attente d'innovations commercialisables et brevetables dans l'hydrolyse enzymatique ou des techniques similaires.
La production de bioéthanol fait aussi appel à une technologie consistant à utiliser principalement des grains de maïs pour fabriquer de l'éthanol directement par fermentation. Cependant, ce processus peut, dans certaines conditions, consommer autant d'énergie que la valeur énergétique de l'éthanol produit, et n'est donc non durable.
De nouveaux développements dans la conversion de résidus de distillation des grains en énergie sous forme de biogaz semblent prometteurs comme moyen d'améliorer le faible ratio énergétique de ce type de procédé de production de bioéthanol.

### Par destination
Les cultures énergétiques dédiées sont des cultures non alimentaires comme le miscanthus géant, le  panic érigé, le  jatropha, les champignons et les algues. Les cultures énergétiques dédiées sont des sources prometteuses de cellulose qui peuvent être produites de façon durable dans de nombreuses régions des États-Unis.
En outre, les  déchets verts et résidus de culture, sous-produits tant de cultures vivrières que de cultures non-alimentaires, peuvent être utilisés pour produire divers biocarburants.